# Michael Heinrich Krause
Michael Heinrich Krause (* 11. Juli 1651 in Torgau; † 17. Dezember 1729 in Schalkau) war ein deutscher evangelischer Theologe.

## Leben
Geboren als Sohn des in Torgau ansässigen Johann Krause, Gerichtsherr auf Gut Gräfendorf bei Klitzschen.
Nach der Schulausbildung in seiner Heimatstadt schrieb er sich im Sommersemester 1672 an der Universität Jena ein, die er aber nur ein Jahr lang besuchte. Am 19. August 1673 immatrikulierte er sich an der Universität Wittenberg. Hier erwarb er sich am 29. April 1674 den akademischen Grad eines Magisters der Philosophie und wurde am 8. Januar 1681 Adjunkt der philosophischen Fakultät. Nachdem er sich am 17. Oktober 1683 das Lizentiat der Theologie an der Wittenberger Hochschule erworben hatte, folgte er einer Berufung als Pfarr-Adjunkt in Schalkau, als Nachfolger von Pfarrer Magister Theodor Treuner, der als Superintendent nach Heldburg berufen wurde. Nachdem er am 11. Dezember 1683 Doktor der Theologie in Wittenberg promoviert hatte, wurde 1714 auch die Pfarrei Schalkau zur Superintendentur erhoben und Krause wurde deren erster Superintendent.
Nachdem er sein Amt in Schalkau 46 Jahre gewissenhaft ausgefüllt hatte, verstarb er am 17. Dezember 1729 an Altersschwäche und wurde am 22. Dezember 1729 in Schalkau beigesetzt.

## Familie
Erst die Berufung zum Adjunct 1683 ermöglichte einen eigenen Haushalt und so heiratete Krause kurz danach (1684) in Wittenberg Catharina Elisabeth Deutschmann (~ 6. Juni 1662 in Wittenberg). Sie war eine Tochter seines ehemaligen Wittenberger Professors Johann Deutschmann. Mit ihr hatte er in Schalkau zehn Kinder, wovon einige jung starben. Zwei seiner Söhne wurden Theologen. Michael Heinrich Krause (* 1691) wurde 1750 Pfarrer in Effelder-Rauenstein und Michael Gottlieb Krause (* 1693) war 1750 cand. theol. Die Tochter Maria Elisabeth Krause (* 1685) heiratete den Pfarrer von Heßberg, Johann Michael Fischer († 1718). Seine anderen Töchter heiraten Schalkauer Beamten.
Die Tochter Rosina Margaretha heiratete den Centverwalter Schalkau und späteren Hofrat in Hildburghausen Ludwig Müller. Die Tochter Adelheid Maria heiratete einen gewissen Lizentiaten Kob, die Tochter Johanne Christina Krause heiratete den Kammerkonsulent Johann Nicol Sachs.